# Horst Pöchhacker
Horst Pöchhacker (* 16. November 1938 in Wien; † 13. August 2014) war ein österreichischer Bauingenieur und Manager. Pöchhacker war Generaldirektor der Porr und anschließend Aufsichtsratsvorsitzender der ÖBB und stellvertretender Aufsichtsratsvorsitzender der ASFINAG. 

## Leben
Nach der Matura absolvierte er ab 1956 ein Studium des Bauingenieurwesens an der TU Wien, welches er 1962 mit der Sponsion zum Diplomingenieur abschloss. Danach trat er 1962 als Bauleiter in den Porr-Baukonzern ein und arbeitete unter anderem bei der Baustelle des Tauerntunnels. Pöchhacker wurde auch mehrmals in Krisengebieten als Bauleiter eingesetzt, unter anderem im Iran. 
1976 wurde er Vorstandsmitglied und gehörte dem Vorstand der Porr 30 Jahre lang an, davon von 1982 bis 2007 als Vorstandsvorsitzender und Generaldirektor.
Ab 2007 bis zu seinem Ableben war er Aufsichtsratsvorsitzender der ÖBB sowie stellvertretender Aufsichtsratsvorsitzender der ASFINAG.
Pöchhacker war verheiratet und Vater eines Sohnes und einer Tochter und hinterlässt zwei Enkelkinder.

## Auszeichnungen
- 2007: Großes Goldenes Ehrenzeichen für Verdienste um die Republik Österreich[5]